# La Guadalupe, Espinal
La Guadalupe är en ort i Mexiko.   Den ligger i kommunen Espinal och delstaten Veracruz, i den sydöstra delen av landet, 200 km nordost om huvudstaden Mexico City. La Guadalupe ligger 90 meter över havet och antalet invånare är 231.
Terrängen runt La Guadalupe är platt. Runt La Guadalupe är det ganska glesbefolkat, med 39 invånare per kvadratkilometer. Närmaste större samhälle är Papantla de Olarte, 19,6 km nordost om La Guadalupe. Omgivningarna runt La Guadalupe är en mosaik av jordbruksmark och naturlig växtlighet.